# Moksunjärvi
Moksunjärvi är en del av sjön Hankavesi och Välivesi i Finland.   Den ligger i landskapet Södra Österbotten, i den centrala delen av landet, 260 km norr om huvudstaden Helsingfors. Moksunjärvi ligger 168 meter över havet. I omgivningarna runt Moksunjärvi växer i huvudsak barrskog.
I sjön ligger ön Nuottiniemi.